# Galeus gracilis
Galeus gracilis е вид хрущялна риба от семейство Scyliorhinidae.

## Разпространение
Видът е разпространен в Австралия (Западна Австралия, Куинсланд и Северна територия).